# Chamvres
Chamvres är en kommun i departementet Yonne i regionen Bourgogne-Franche-Comté i norra Frankrike. Kommunen ligger i kantonen Joigny som tillhör arrondissementet Auxerre. År 2022 hade Chamvres 656 invånare.

## Befolkningsutveckling
Antalet invånare i kommunen Chamvres
| Referens: INSEE |